# 라 갈라테아
《라 갈라테아》(스페인어: La Galatea)는 1585년 알칼라 데 에나레스에서 출간된 스페인 작가 미겔 데 세르반테스의 소설이다. 《라 갈라테아 1부》라는 이름으로 출간되었고, 여섯권의 책으로 나누어져있다. 1580년에 스페인 대학(알칼라대학교, 살라망카 대학교)에서 학업을 마친 아스카니오 콜로나(Ascanio Colonna)에게 헌정된 소설이다.

## 연혁
이 소설은 세르반테스가 아르헬에서 포로 생활을 마치고 스페인으로 돌아 왔을 때 쓰여지기 시작했을 것이다(1580년 12월). 몬테 마요르(Montemayor)의 La Diana나 힐 폴로(Gil polo)의 La Diana enamorada와 비교하면 그다지 큰 성공을 거두지는 못했다. 하지만 세르반테스는 그의 소설을 높이 평가했으며, 소설의 2부를 출판하고자 했으나 성공하지 못하고 세상을 떠났다.

## 특징

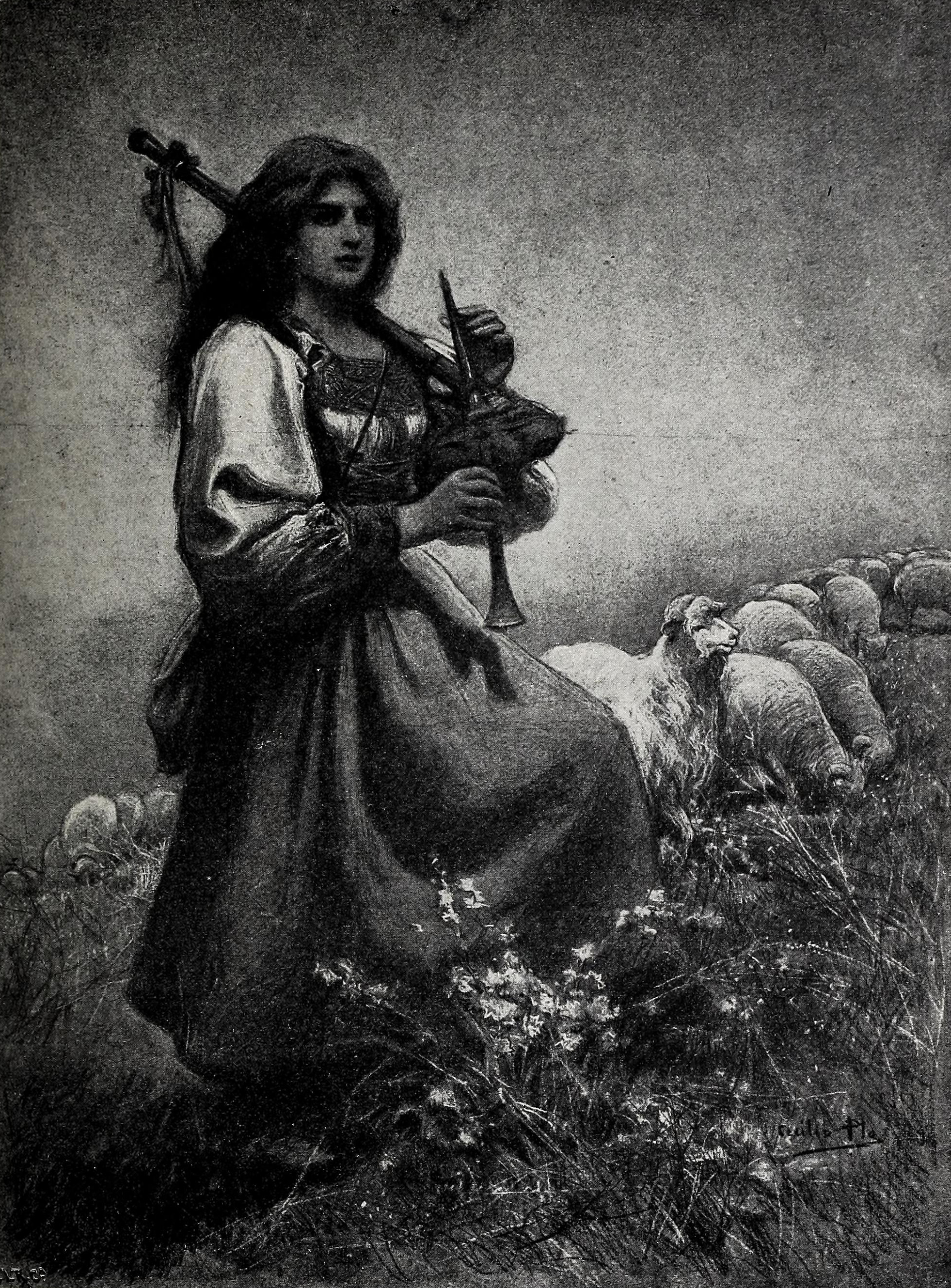
스페인 화가 세실리오 플라(Cecilio Pla)의<라 갈라테아> 삽화

목가소설로 분류되는 《라 갈라테아》는 복잡한 구조를 가지고 있다. 소설 속에서 유토피아(이상향)와 같은 장소를 찾아볼 수 있으며, 그 곳에서 등장인물은 사랑에 관한 대화를 하고, 노래와 토론을 한다. 또한, 목가적인 줄거리로 엮인 소설이 삽입되어 있기도 하다. 소설의 마지막에 세르반테스는 100명의 현대 지식인들에 대한 칭찬을 하고 있으며, 그 중 다수는 1580년대의 작가이거나 시인이다. 이 시는 칼리오페의 찬양시(Canto de Calíope)라는 이름으로 알려져 있다.
이 소설은 메인 플롯(plot)과 여러개의 보조 플롯으로 구성되어 있다. 소설의 주인공이라고 할 수 있는 엘리시오(Elicio)와 에라스트로(Erastro)는 갈라테아와 사랑에 빠진다. 갈라테아는 세르반테스가 생각하는 여성 영웅의 모든 미덕인  신중함, 지성, 올바른 판단력, 정직, 친절함을 지닌 아름다운 여 목동이다. 하지만 갈라테아는 정신적으로 독립하기를 원했으며, 사랑이라는 멍에에 얽매이고 싶지 않아 두 목동인 엘리시오와 에라스트로를 무관심하게 대했다.
소설에 등장하는 몇몇의 목자들과 그들의 이름은 당시 유명한 시인의 모습을 하고 있다. 하나의 예로 당대 '신'이라고 알려진 시인, 프란시스코 데 피게로아(Francisco de Figueroa)가 있다. 《라 갈라테아》 2권에 등장하는 목동 티르시(Tirsi)는 엘리시오(Elicio)가 언급한 세개의 시를 통해 알 수 있듯이 프란시스코 데 피게로아(Francisco de Figueroa)다. 마찬가지로 티르시, 즉 피게로아는 칼리오페의 찬양시(Canto de Calíope)에서 언급한 100명의 지식인들 중 한 명이다.
이외에도 《라 갈라테아》에는 흥미롭고 재미있는 소설이 주로 등장하며, 세르반테스는 이후 작품인 돈 키호테와 페르실레스와 시히스문다(Los trabajos de Persiles y Sigismunda )의 모험에서도 마찬가지로 이러한 구성을 찾아볼 수 있다.

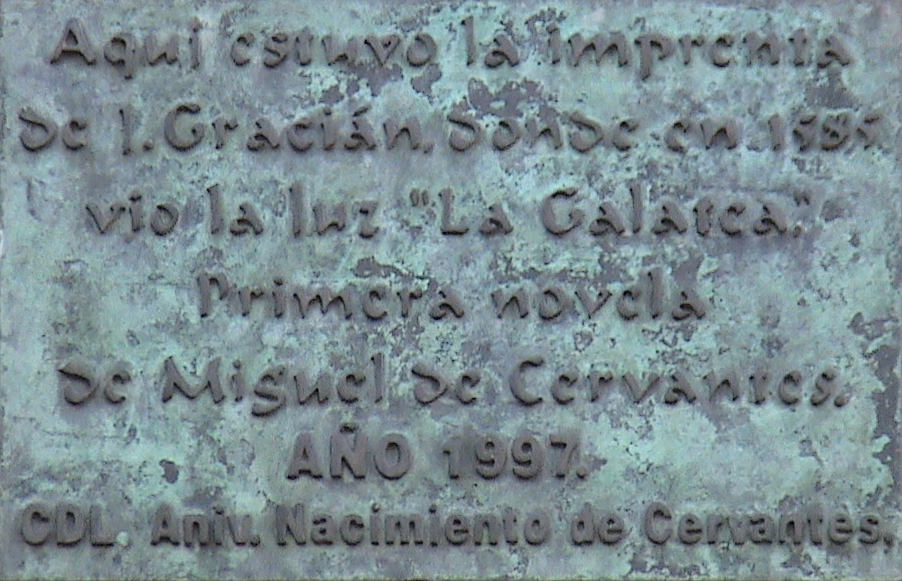
이 현판은 알칼라 데 에나레스(Alcalá de Henares) 에 있는 후안 가르시안(Juan Gracián) 인쇄소에 헌정되었으며, 《라 갈라테아》(La Galatea)의 초판이 이 곳에서 출간되었다.

《라 갈라테아》 6권에서 칼리오페의 찬양시(Canto de Calíope라는 글을 찾아볼 수 있다. 유명한 시인들은 작품 속 목동으로 나타나며, 세르반테스는 백명의 살아있는 지식인들을 찬양하는 노래를 작품 속에 끼워 넣었다. 예를 들어 공고라, 로페 데 베가, 알론소 데 에르시야, 프라이 루이스 데 레온, 프란시스코 디아스 등 많은 지식인들이 포함된다. 소설의 마지막 부분에서 이야기는 갑자기 중단된다.
이 사랑 이야기의 끝(...) 여기에 이름이 있는 목동들에게 다른 일이 일어났지만 이 책의 2부는 출간될 것이라 약속한다.

세르반테스는 작품의 2부를 출간하겠다고 여러 번 밝혔지만, 결국 출간되지 못했다. 사실 세르반테스의 작품 돈 키호테에서 책을 태우는 장면에서 여러 편의 목가 소설이 모닥불 속으로 들어갔다. 이때 사제와 이발사는 《라 갈라테아》를 불 속에서 꺼내고, 곧 이어 세르반테스가 《라 갈라테아》  2부를 꺼낼 것이라고 한다. 하지만 2부가 쓰여졌다는 실제 기록은 없다.

## 버전
프랑스 작가 장 피에르 클라리스 드 플로리앙( Jean-Pierre Claris de Florian)은 소설의 요약본을 프랑스어로 출판했으며, 본인이 쓴 속편을 작품에 추가했다. 그 후 스페인 작가 칸디도 마리아 트리게로스(Cándido María Trigueros)는 Los enamorados de Galatea y sus bodas라는 제목의 또 다른 속편을 발표했다.